# ایستگاه لورنس وست
ایستگاه لارنس وست (انگلیسی: Lawrence West station) یک ایستگاه متروی زیرزمینی در خط یک یانگ–یونیورسیتی متروی تورنتو است.